# If Only (livre)
Pour les articles homonymes, voir If Only.
If Only est le premier des trois livres de Geri Halliwell. Sortie en 1999, cette autobiographie survient après qu'elle a quitté les Spice Girls.